# Млин у Будошима
Млин у Будошима је историјски споменик у селу Будоши надомак Требиња. Овај млин је вриједан примјерак народне архитектуре БиХ.

## Историјат
Млин је саградио Јово Тадић 1903. године откупивши поједине дијелове некадашње беговске земље. Породица Тадић и данас је у посједу купопродајних тапија које су углавном на турском језику. Једна од њих, новијег датума, свједочи да је Јово Тадић од Агана и браће Диздаревића из Требиња купио млинску омеђину. У овом млину мљело се жито из свих околних села: Јасена, Моска, Цибријана, из Дубочана, Доњег и Горњег Врбна, Нецвијећа, а некада и из удаљенијих крајева. Млини је радио све до краја посљедњег грађанског рата у БиХ, односно, до 1995. године. Структура се више не користи јер се кров урушио прије неколико година, но камен који је под притиском воде мљео жито још увијек је у добром стању.

## Стање споменика
Објекат је био покривен каменом који је ручно клесан. Услијед великог снијежног невремена стари кров је попустио под тежином наноса снијега и урушио се. Никаква рестаурација није предузета. У близини млина изграђена је полукружна брана која још увијек служи сцојој сврси. Како се вода више не испушта оставља утисак баруштина. Брана је изграђена како би осигурала рад млина у периоду ниског водостаја. 

## Статус споменика
Млин је уврштен на листу угрожених споменика након сједнице Комисије за очување националних споменика БиХ. Овај споменик спада у ред оних за које је неопходно извршити хитне мјере заштите да би се спријечило њихово потпуно уништење. Приликом засједања Комисија је инсистирала на осигурању финансијских и техничких услова за што хитнију интервенцију на овом добру, јер је дошло до урушавања крова и деструкције зидова овог изузетно вриједног свједочанства о народној архитектури БиХ.